# يوسف سويد
يوسف سويد، من مواليد 20 سبتمبر 1958، لاعب كرة قدم كويتي سابق. لعب مع منتخب الكويت لكرة القدم.
لعب مهاجما لنادي كاظمة، وقد كان هداف لبطولة كأس الأمير 1978/1979 مناصفة مع جاسم يعقوب برصيد 4 أهداف، سجل هدفين في نهائي كأس الأمير 1979/1980، وسجل هدف في نهائي كأس الأمير 1981/1982 وكان هداف البطولة برصيد 6 أهداف وهداف كأس الأمير 1983/1984 برصيد 3 أهداف، كما سجل هدف في نهائي كأس الأمير 1984/1985.
سجل 8 أهداف في مباراة واحدة في مرمى نادي الجهراء في تاريخ 8 ديسمبر 1979، والتي انتهت المباراة بفوز نادي كاظمة 10-0.
أعتزل كرة القدم في 18 أكتوبر 1992.

## كأس الخليج

### كأس الخليج 1979
سجل هدف في مرمى منتخب قطر لكرة القدم، وقد سجل هدفين في مرمى منتخب الإمارات لكرة القدم، وقد سجل هدفين في مرمى منتخب عمان لكرة القدم، وقد سجل هدفين في مرمى منتخب البحرين لكرة القدم.

### كأس الخليج 1982
سجل هدفين في مرمى منتخب البحرين لكرة القدم، وقد سجل هدف في مرمى منتخب الإمارات لكرة القدم، وقد حصل على لقب الهداف هو مع سالم خليفه وماجد عبد الله وإبراهيم زويد برصيد 3 أهداف.

### كأس الخليج 1986
سجل هدف في مرمى منتخب السعودية لكرة القدم، وقد سجل هدف في مرمى منتخب العراق لكرة القدم.

## روابط خارجية
- يوسف سويد على موقع الاتحاد الدولي (مؤرشف)  (الإنجليزية)
- يوسف سويد على موقع قاعدة بيانات كرة القدم.إي يو (الإنجليزية)
- يوسف سويد على موقع ناشيونال فوتبول تيمز (الإنجليزية)
- يوسف سويد على موقع عالم كرة القدم.نت (الإنجليزية)
- يوسف سويد على موقع كووورة
- يوسف سويد على موقع أوليمبيديا (الإنجليزية)